# Підривна свердловина
Підривна свердловина — свердловина, призначена для розташування в ній зарядів вибухових речовин, висадження гірського масиву.
Розташування свердловин підривних в масиві може бути однорядним, дворядним, багаторядним.
Глибина підривної свердловини, як правило, невелика і дорівнює висоті уступу, який відбивається з невеликим перебуром (на відкритих гірничих роботах) та недобуром (на підземних роботах).
Інша назва — вибухова свердловина.